# Jean-Pierre Soisson
Pour les articles homonymes, voir Soisson.
Jean-Pierre Soisson, né le 9 novembre 1934 à Auxerre (Yonne), où il est mort le 27 février 2024, est un homme politique français. Figure de la droite, il est notamment plusieurs fois ministre, député de l'Yonne et maire d'Auxerre.

## Biographie

### Jeunesse et études
Jean-Pierre Soisson est le fils de Jacques Soisson (1909-1991) et de Denise Silve (1916-2001). Marié à Catherine Lacaisse, ils ont eu deux fils : Julien et David-Aurélien.
Il fait des études secondaires au lycée Jacques-Amyot d'Auxerre, aux côtés de Jean Vautrin et de Guy Roux. Doué en latin, il obtient un prix en thème au concours général. Après des études de droit à l'Institut d'études politiques de Paris, il intègre l'ENA, promotion Lazare Carnot (1961).
À sa sortie de l'ENA, il est mobilisé pour la guerre d'Algérie, comme sous-lieutenant au 3e RCA du colonel Antoine Argoud.

### Cour des comptes
Jean-Pierre Soisson intègre ensuite la Cour des comptes, puis il devient conseiller d'Edgar Faure dans ses différents cabinets ministériels. Il est un collaborateur d'Yvon Bourges lorsque celui-ci est secrétaire d'État à la Coopération.
Il enseigne alors à l'IEP de Paris comme maître de conférences, de 1962 à 1968.

### Député et ministre giscardien
Jean-Pierre Soisson se présente pour la première fois à une élection législative en 1967 dans la première circonscription de l'Yonne en étant investi par les Républicains indépendants. Il est battu par Louis Périllier. Il est élu député l'année suivante aux dépens de Périllier.
Après la victoire à l'élection présidentielle de Valéry Giscard d'Estaing, dont il fut l'un des principaux « lieutenants », il entre en 1974 dans le premier gouvernement de Jacques Chirac au poste de secrétaire d'État aux Universités, il enchaînera les fonctions par la suite, gouvernement Barre I, gouvernement Barre II, gouvernement Barre III. Il est contacté par François Mitterrand pour faire partie de plusieurs gouvernements, Rocard II, Cresson et Bérégovoy. Il a été le premier « ministre d'ouverture » de la Cinquième République.
Jean-Pierre Soisson, républicain indépendant, fut cofondateur du Parti républicain, dont il fut secrétaire général en 1977-1978, de l'Union pour la démocratie française, du Mouvement des réformateurs, avant de rejoindre Démocratie libérale et l'UMP. Il est président de la commission de surveillance de la Caisse des dépôts et consignations de 1986 à 1988.
Le 4 décembre 1987, il est élu membre de l'Académie des sciences d'outre-mer.

### Ministre de François Mitterrand
Jean-Pierre Soisson devient un « ministre d'ouverture » dans le gouvernement de Michel Rocard de 1988 à 1991 en acceptant le poste de ministre du Travail. Il reste en place dans les gouvernements d'Édith Cresson (1991-1992) et de Pierre Bérégovoy (1992-1993). Il crée l'association France unie en mars 1990.
Pendant cette période, le 25 février 1993, alors ministre de l'Agriculture, il valide la décision du sous-directeur de la protection des végétaux qui autorise l'ensemble des planteurs de bananiers à utiliser le reliquat de Curlone, à base de chlordécone, pour lutter contre le charançon du bananier, et ce jusqu'au 30 septembre 1993.

### Après 1993
Député de la 1re circonscription de l'Yonne de 1968 à 2012, maire d'Auxerre de 1971 à 1998, Jean-Pierre Soisson abandonne son mandat de maire en 1998 lorsqu'il choisit de présider la région Bourgogne. Après l'élection de Nicolas Sarkozy à la présidentielle, qu'il a soutenu, il bat son adversaire socialiste aux législatives du 17 juin 2007 par 54,5 % des voix.
En 1992, il est élu au poste de président du conseil régional de Bourgogne par le PS, les Verts et le FN, face à Dominique Perben, le candidat de la droite. Jean-Pierre Soisson démissionne de son poste en 1993. Il est réélu en 1998 grâce aux voix du RPR, des centristes, des chasseurs et d'une partie de celles du FN, bien que l'élection se fasse en deux fois,. Il perd alors l'étiquette UDF à la suite de cette alliance avec le Front national, et s'apparente à Démocratie libérale. Aux régionales de 2004, dans un contexte favorable à la gauche, sa liste a été battue par celle de François Patriat (PS-PC-Verts).
Auteur de livres politiques, il a écrit avec Bernard Stasi et Olivier Stirn Le Piège, une critique du programme commun, La Victoire sur l'hiver et ses Mémoires d'ouverture. Il a publié des biographies de personnalités bourguignonnes : Charles Quint, Charles le Téméraire, Marguerite, princesse de Bourgogne et Philibert de Chalon (éditions Grasset) ; une biographie de Paul Bert (éditions de Bourgogne) ; ainsi qu'un Saint Germain d'Auxerre et une Sainte Geneviève (éditions du Rocher/DDB).
En janvier 2011, il annonce qu'il ne briguera pas de nouveau mandat à l'Assemblée nationale. Son ancien suppléant, Guillaume Larrivé, lui succède lors des élections législatives de juin 2012.
Jean-Pierre Soisson soutient Emmanuel Macron, lors de l'élection présidentielle française de 2017, puis lors de l'élection présidentielle de 2022.
Atteint d'un cancer, il meurt le 27 février 2024 dans sa ville natale d'Auxerre à l'âge de 89 ans,. Il est inhumé au cimetière Saint-Amâtre d'Auxerre.

## Controverses
La responsabilité indirecte de Jean-Pierre Soisson est parfois évoquée par la presse et les médias quant au contexte local de l'affaire dite des disparues de l'Yonne et des affaires connexes ou concomitantes (affaire Pierre Charrier et affaire Claude Dunand), qui ont marqué l'histoire du département de l'Yonne et de la ville d'Auxerre, des années 1970 jusqu'au début des années 2000.
S'agissant de l'affaire des disparues de l'Yonne, devenue l'affaire Émile Louis, du nom du tueur en série condamné à la réclusion criminelle à perpétuité en 2004 pour sept viols et assassinats, la classe politique locale a été associée à l'inaction des acteurs publics et au climat d'indifférence qui ont pu contribuer à retarder l'ouverture d'une enquête et l'action de la justice. En tant que maire d'Auxerre, Jean-Pierre Soisson était membre de droit du conseil d'administration de l'Association pour adultes et jeunes handicapés (APAJH) de l'Yonne, au sein de laquelle plusieurs des victimes d’Émile Louis étaient prises en charge. Son fondateur et secrétaire général, Pierre Charrier, est condamné en 1992 à 6 ans de prison, dont 3 avec sursis, pour attouchements sexuels avec violence sur une résidente handicapée,. L'APAJH de l'Yonne est par ailleurs mise en cause par l'Inspection générale des affaires sociales (IGAS) dans le volet administratif de l'affaire des disparues de l'Yonne,.
Jean-Pierre Soisson conteste toute passivité ou inaction et affirme avoir parlé au procureur de la République d'Auxerre, lorsqu'il a eu connaissance des rumeurs de disparitions et ce avant l'ouverture du volet judiciaire de l'affaire.
Dans l'affaire Claude Dunand, condamné à la réclusion criminelle à perpétuité en 1991 pour commerce, proxénétisme, sadomasochisme et actes de barbaries, Jean-Pierre Soisson a joué un rôle dans la demande de remise en liberté du prévenu, pendant sa période de détention provisoire. Tout en précisant qu'il ne savait pas qui était Claude Dunand, il confirme lui-même avoir transmis à Pierre Arpaillange, alors ministre de la Justice, une lettre rédigée par Georges Fritsch, visiteur de prison, dans laquelle ce dernier se prévaut de ses « vieilles et excellentes relations avec Jean-Pierre Soisson » pour plaider la cause de Claude Dunand. Celui-ci est remis en liberté, dans l'attente de son procès, trois semaines après la transmission de cette lettre.

## Mandats électifs et fonctions

### Mandats électifs

#### Mairie d'Auxerre
- 14/03/1971 - 13/03/1977 : maire d'Auxerre
- 13/03/1977 - 06/03/1983 : maire d'Auxerre
- 14/03/1983 - 12/03/1989 : maire d'Auxerre
- 17/03/1989 - 18/06/1995 : maire d'Auxerre
- 25/06/1995 - 05/04/1998 : maire d'Auxerre

#### Conseil général de l'Yonne
- 01/01/1983 - 27/06/1988 : vice-président du conseil général de l'Yonne

#### Conseil régional de Bourgogne
- 17/03/1986 - 22/03/1992 : vice-président du conseil régional de Bourgogne
- 27/03/1992 - 17/04/1993 : président du conseil régional de Bourgogne
- 16/03/1998 - 28/03/2004 : président du conseil régional de Bourgogne
- 28/03/2004 - 28/03/2010 : conseiller régional de Bourgogne

#### Assemblée nationale -1recirconscriptionde l'Yonne
- 11/07/1968 - 01/04/1973 : député de l'Yonne
- 02/04/1973 - 08/07/1974 : député de l'Yonne
- 03/04/1978 - 05/05/1978 : député de l'Yonne
- 02/07/1981 - 01/04/1986 : député de l'Yonne
- 02/04/1986 - 14/05/1988 : député de l'Yonne
- 13/06/1988 - 28/07/1988 : député de l'Yonne
- 02/04/1993 - 21/04/1997 : député de l'Yonne
- 01/06/1997 - 18/06/2002 : député de l'Yonne
- 19/06/2002 - 19/06/2007 : député de l'Yonne
- 20/06/2007 - 19/06/2012 : député de l'Yonne

### Fonctions gouvernementales
- 27/05/1974 - 12/01/1976 : secrétaire d'État aux Universités
- 12/01/1976 - 25/08/1976 : secrétaire d'État auprès du premier ministre, chargé de la Formation professionnelle
- 27/08/1976 - 29/03/1977 : secrétaire d'État auprès du ministre de la Qualité de la vie, chargé de la Jeunesse et des Sports
- 05/04/1978 - 13/05/1981 : ministre de la Jeunesse, des Sports et des Loisirs
- 29/06/1988 - 16/05/1991 : ministre du Travail, de l'Emploi et de la Formation professionnelle
- 17/05/1991 - 29/03/1992 : ministre d'État, ministre de la Fonction publique et de la Modernisation administrative
- 02/10/1992 - 29/03/1993 : ministre de l'Agriculture et du Développement rural

### Autres fonctions
- Délégué de l'UMP 89 dans la 1re circonscription de l'Yonne
- Membre de la commission de la défense nationale et des forces armées à l'Assemblée nationale

## Publications
- 1973 - Le piège (France-Empire)
- 1978 - La victoire sur l'hiver (Fayard)
- 1990 - Mémoires d'ouverture (Belfond)
- 1993 - Politique en jachère (Albin Michel)
- 1995 - Voyage en Norvège (Editions de l'Armançon)
- 1997 - Charles le Téméraire (Grasset)
- 2000 - Charles Quint (Grasset)
- 2003 - Marguerite, princesse de Bourgogne (Grasset)
- 2005 - Philibert de Chalon, Prince d'Orange (Grasset)
- 2008 - Paul Bert, l'idéal républicain (Éditions de Bourgogne)
- 2011 - Saint Germain d'Auxerre (Éditions Desclée)
- 2011 - Sainte Geneviève de Paris (Éditions Desclée)
- 2013 - Jacques Amyot 1513-1593 (Éditions France-Empire); 172 p. ;  (ISBN 978-2-7048-1227-1)
- 2015 - Hors des sentiers battus-Chronique d'une vie politique 1962-2012 (Éditions de Fallois); 301 p. ;  (ISBN 978-2-87706-880-2)
- 2017 - Les polars d'Edgar. Edgar Faure en ses romans policiers (Éditions de Fallois)

## Distinctions
- Chevalier de la Légion d'honneur (11 novembre 2016)[23]
- Croix de la Valeur militaire (trois citations)[24]
- Commandeur de l'ordre du Mérite agricole ex officio en tant que ministre de l'Agriculture, président du conseil de l'ordre[25]

## Hommage
Depuis le 2 juillet 2022, le groupe scolaire du hameau de Laborde (commune d'Auxerre) porte le nom de Jean-Pierre Soisson. La cérémonie de dévoilement de la plaque s'est tenue en présence de l'intéressé.
La dénomination avait été choisie par les habitants du hameau, et validée en conseil municipal d'Auxerre lors de sa séance du 19 mai 2022.